# Túy âm
"Túy âm" là một bài hát của Xesi, phát hành vào tháng 8 năm 2017. Ca khúc thuộc thể loại nhạc future bass kết hợp với âm hưởng dân gian. Xesi đã sáng tác bài hát khi đang học trung học phổ thông với cảm hứng từ câu chuyện tình yêu của một người bạn, còn Masew và Nhật Nguyễn là những người sản xuất âm nhạc cho bài hát. "Túy âm" bất ngờ thu hút lượng người xem lớn cùng những đánh giá trái chiều và trở thành hiện tượng âm nhạc vào cuối năm đó. Nhiều nghệ sĩ khác đã cover hay phát hành video parody dựa trên bài hát này.

## Bối cảnh và sáng tác
Xesi (Trần Hải Yến) sáng tác và thể hiện ca khúc "Túy âm". Vào thời điểm ra mắt bài hát, Xesi còn 17 tuổi và vẫn đang học trung học phổ thông. Cô bắt đầu viết nhạc vào đầu năm 2017 và ra bài hát đầu tiên vào tháng 5 cùng năm. Theo chia sẻ của nữ ca sĩ, "Túy âm" được sáng tác để viết lại câu chuyện có thật về tình yêu thời học sinh của một người bạn. Khi người đó gặp lại bạn gái cũ, anh ấy rất say và kể nhiều chuyện về ngày xưa. Giai điệu bài hát được Xesi lấy cảm hứng sáng tác từ chuyện say rượu và trong lúc sáng tác cô cũng đang say". Bài hát được tác giả ấp ủ trong hơn 4 tháng nhưng được thực hiện chỉ trong 2 ngày.
Mình muốn con người ta không chỉ say khi tìm đến rượu mà còn cả khi tới với âm nhạc.— Xesi, 

Masew và Nhật Nguyễn đóng vai trò sản xuất âm nhạc trong ca khúc này. Masew đã được một số người trong cộng đồng underground biết đến từ trước qua các bài hát remix "Đường một chiều", "Điều khác lạ", "Quăng tao cái boong"; tuy vậy anh vẫn chưa được công chúng biết đến rộng rãi. Theo chia sẻ của Xesi, cô quen với 2 nhà sản xuất âm nhạc trên sau khi ra mắt bài hát đầu tiên và nhóm đã làm việc qua mạng để cho ra đời bản thu âm cuối cùng của "Túy âm". Giải thích về tựa đề bài hát, Masew cho biết chữ "túy" trong "Túy âm" không phải là ma túy mà nghĩa là rượu, là say; còn 'âm' là âm thanh, âm nhạc.
Trước khi ra mắt, ca khúc này không được quảng bá, không có nghệ sĩ đã nổi tiếng trước đó và không có MV. Chia sẻ với Tuổi trẻ, Masew cho biết anh không hy vọng bài hát "Túy âm" sẽ đạt được một thành tích nào còn Nhật Nguyễn và Xesi chỉ mong 2 tuần đầu sẽ đạt được 1 triệu lượt xem.

## Đón nhận và đánh giá
Bản thu âm của ca khúc được đăng lên kênh YouTube của Masew vào ngày 25 tháng 8 năm 2017, thu hút gần 27 triệu lượt nghe sau 20 ngày ra mắt và trở thành clip âm nhạc trên YouTube được xem nhiều thứ ba tại Việt Nam trong năm 2017 với hơn 90 triệu lượt xem. Những người yêu thích đã nhận xét bài hát gây nghiện và so sánh nó với ca khúc Despacito.
Nhận xét về ca khúc, cây bút Hạ Huyền từ Zing News đã nhận xét "Túy âm" mang nhiều đặc điểm underground, giọng hát của Xesi mang màu sắc dân gian trên nền nhạc future bass hiện đại, dễ nghe còn giai điệu bài hát ma mị như đang say rượu. Cô cũng đánh giá thông điệp: "Say đến điên dại, say hết kiếp người, say cho cháy lòng" là điều ít bài hát chính thống đề cập trực diện. Nhà báo Tiến Vũ từ báo Tuổi trẻ đánh giá "Túy âm" là hiện tượng âm nhạc nổi bật nhất vào cuối năm 2017 vì sự non nớt trong cảm xúc của ca sĩ trẻ Xesi trở thành nét tươi mới mà khán giả mong chờ. Thi Uyên từ báo Công an nhân dân nhận xét nỗi buồn của người say được Xesi kể bằng ngôn ngữ, giai điệu phóng khoáng cùng với giọng ca "như say như mê, như ảo như thực" đã tạo nên ca khúc "Túy âm" rất bắt tai. Tuy nhiên, một số khán giá nhận xét giọng nữ của Xesi khá phô và bản năng. Trong bài "Sính chữ vô lối" đang trên báo Công an nhân dân, nhà báo Văn Đoàn đã chê trách cách đặt tên bài hát của Xesi và cho rằng cô thích dùng từ mượn dù chưa hiểu hết được ý nghĩa của chúng. Theo ông chữ "túy" mang hàm nghĩa là say rượu và không nên hiểu gượng ép "Túy âm" là "say thanh âm".
Bài hát đã giành giải thưởng WeChoice Awards 2017 ở hạng mục Sản phẩm âm nhạc underground được yêu thích nhất và lọt vào top 5 đề cử Ca khúc Dance/Electronic được yêu thích tại Zing Music Awards 2017. Masew, nhà sản xuất âm nhạc cho ca khúc đã giành chiến thắng hạng mục Nghệ sĩ Indie/Underground tại Zing Music Awards 2017.

## Ảnh hưởng
Một số bản parody dựa trên bài hát đã được đăng tải lên YouTube. Video "Đại ca lớp 12A" (dựa theo nền nhạc bài "Túy âm" và "Save me") của Vanh Leg đạt 326 triệu lượt xem, nhưng bị chỉ trích vì có lời chửi phản cảm. "Túy dương" của Đỗ Duy Nam hay "Crush âm" là những bản parody khác của ca khúc.
Sau "Túy âm", Xesi được kết hợp cùng Hoaprox ra mắt bài hát "Vô tình" vào tháng 6 năm 2018 với phong cách giống như bản hit trước đó của cô. Một số bài hát của các nghệ sĩ khác như "Hongkong1" hay "Hai phút hơn" cũng được nhận xét khá giống với "Túy âm".

## Các bản hát lại
Các ca sĩ Ái Phương, Lâm Bảo Ngọc, Dương Hoàng Yến cùng Vũ Thu Hoài, Ngọc Mai cũng đã trình diễn bài hát này trong một số chương trình truyền hình. Màn trình diễn của Ái Phương tại Sao đại chiến bị chê vì giọng hát mờ nhạt so với bản phối. Tập 14 Ca sĩ mặt nạ mùa 1, O Sen (Ngọc Mai) làm mới bài hát của Xesi và nhận được lời khen của ca sĩ khách mời Mỹ Linh: "Không phản ứng gì được vì quá tuyệt vời, 10 điểm về chỗ".

### Tranh chấp bản quyền
Sau Ca sĩ mặt nạ, Ngọc Mai trình diễn bài hát này tại Phòng trà Bến Thành và tại Lễ hội Âm nhạc HOZO 2022. Hôm 23 tháng 12 năm 2022, Xesi đã đăng một bài viết lên trang cá nhân, bày tỏ sự bức xúc vì Ngọc Mai trình diễn bài hát của mình mà không xin phép. Tối cùng ngày, Ngọc Mai đã phản hồi về vấn đề này, cho rằng Xesi chưa hiểu rõ về luật khi đã ký ủy quyền với trung tâm tác quyền. Theo bài viết của Ngọc Mai, Xesi đã ký ủy quyền ca khúc "Túy âm" với Trung tâm Bảo vệ Quyền tác giả và ban tổ chức các sự kiện đã làm việc với cơ quan này. Ngọc Mai cho biết lí do cô không liên hệ với tác giả Xesi để xin phép là video của ca khúc "Túy âm" có dòng "bản quyền thuộc về Masew", Xesi chỉ được ghi là ca sĩ và Masew không có đính chính thông tin này.
Hơn nửa tháng sau, Xesi phản hồi phát ngôn của Ngọc Mai, cho biết cô chỉ ủy quyền không toàn phần cho Trung tâm Bảo vệ Quyền tác giả và việc cấp phép bài hát đều do tác giả quyết định, việc Ngọc Mai nói Xesi không hiểu rõ luật là không thuyết phục. Xesi khẳng định Masew đã đính chính và nói rõ với phía Ngọc Mai rằng cô mới là tác giả của bài hát và Ngọc Mai đã đăng thông tin không đúng sự thật.

## Giải thưởng và đề cử
| Năm  | Giải thưởng       | Hạng mục                                    | Đề cử  | Kết quả   | Chú thích |
| ---- | ----------------- | ------------------------------------------- | ------ | --------- | --------- |
| 2017 | We Choice Awards  | Sản phẩm âm nhạc Underground được yêu thích | Túy âm | Đoạt giải | [ 26 ]    |
| 2017 | Zing Music Awards | Ca khúc Dance/Electronic được yêu thích     | Túy âm | Đề cử     | [ 5 ]     |
| 2017 | Zing Music Awards | Nghệ sĩ Indie/Underground                   | Masew  | Đoạt giải | [ 5 ]     |